# نووسووبودنایا
نووسووبودنایا (به لاتین: Novosvobodnaya) یک منطقهٔ مسکونی در روسیه است که در آدیغیه واقع شده‌است.